# فرانك سويفت تشيس
فرانك سويفت تشيس (بالإنجليزية: Frank Swift Chase)‏ هو رسام أمريكي، ولد في 12 مارس 1886 في سانت لويس في الولايات المتحدة، وتوفي في 27 يوليو 1958 في كينغستون في الولايات المتحدة.